# 熊本刑務所

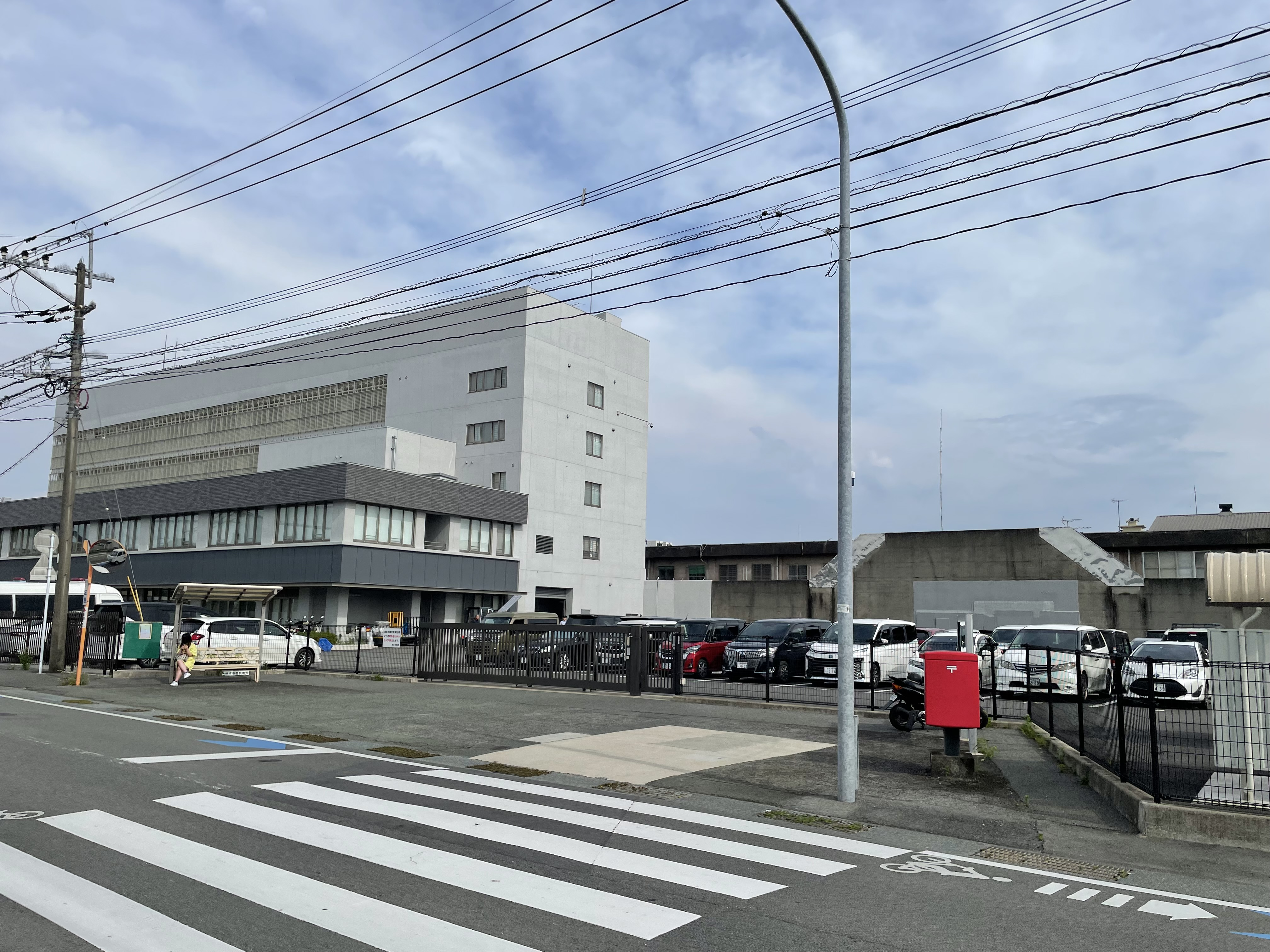
熊本刑務所

熊本刑務所（くまもとけいむしょ）は、法務省矯正局の福岡矯正管区に属する刑務所。下部機関として八代拘置支所、天草拘置支所を持つ。

## 歴史
1872年（明治5年）、現熊本市中央区手取本町の旧熊本藩厩跡を利用した熊本監獄に始まる。1915年（大正4年）、現中央区渡鹿（とろく）に移転、1921年（大正10年）に完工。1922年（大正11年）熊本刑務所と改称し現在に至る。空襲で被害を受け、また老朽化で、改築した。

### 熊本地震
2016年の熊本地震では避難所として施設内にある職員用の道場を一般住民に開放し一時250人を受け入れた。法務省によると避難所として開放することは全国初だという。刑務所は災害救助法の適用外であるため常時食料が備蓄しており、この刑務所には井戸や自家発電設備が備わっていた。

## 所在地
- 熊本県熊本市中央区渡鹿7-12-1
  - 熊本県道145号瀬田熊本線沿い
  - JR九州 豊肥本線 東海学園前駅下車、徒歩約5分
  - 九州産交バス供合線（F1-1・F1-2系統）渡鹿六丁目[7]バス停下車

## 収容分類級
- LB級
- P級

長期再犯者や身体障害者といった処遇困難者を収容する男子刑務所である。

## 収容定員
- 616人

## 組織
所長の下に2部1課を持つ2部制である。
- 総務部（庶務課、会計課、用度課）
- 処遇部（処遇担当、企画担当）
- 医務課

## 一時存在した熊本刑務所 菊池医療刑務支所
かつて、ハンセン病専用の刑務所があった。
- 1947年8月、日本共産党はハンセン病患者にも参政権が認められたので、国立療養所栗生楽泉園を訪れ、そこに懲戒検束規定に基づく重監房を見た。そこでは、22人が獄死していた。国会で論議となったが、犯罪を犯したハンセン病患者の処分に困窮した療養所は刑務所の建設を要求、また厚生省は代用監獄案を提出した。
- その後、栗生で韓国朝鮮系の患者により3人が殺害され、刑務所の必要性が認められた。職員側も入所者もその構想を肯定している。更に藤本事件が発生し、国立療養所菊池恵楓園に隣接して刑務所を建設することとなった。
- そして昭和28年に法務省管轄下の菊池医療刑務支所ができた。ハンセン病療養所の入所者は、菊池刑務支所から出所した患者を療養所に受け入れなかったので、出所後どうするかに関して問題を残した。昭和57年に菊池恵楓園付近に刑務所が更新されたが、1996年のらい予防法廃止時、機能が廃止された。

## 特筆すべき受刑者
- 古谷惣吉 - 古谷惣吉連続殺人事件の犯人。2件の連続強盗殺人事件を起こして懲役10年に処され、当刑務所に服役していた[8]。出所後の1965年に警察庁広域重要指定105号事件を起こし逮捕、死刑となる。
- 熊本母娘殺害事件（1985年7月に発生）の死刑囚 - 1962年に離婚した元妻とその母親（義母）を襲い、義母を殺害したとして尊属殺人罪・殺人未遂罪に問われて無期懲役刑に処され、当刑務所に服役したが[9]、仮釈放後に本事件（元妻の親族に当たる女性2人を殺害）を起こした。1999年9月10日に死刑執行[10]。
- 1957年に強盗殺人を起こし無期懲役判決を受け、翌1958年から服役していた受刑者が2019年に83歳で仮釈放となった。当時、61年にわたる服役期間は日本最長記録とみられた[11][12][13]。その後、2022年には、無期懲役を2回言い渡され64年にわたり服役していた受刑者が仮釈放されている[14]。
- 2016年に熊本刑務所を視察した弁護士は、最高齢の受刑者が93歳とする説明を受けている[15]。

## 熊本刑務所が舞台のビデオ作品
- 『実録・九州やくざ抗争史 LB熊本刑務所 侠牙』（2002年3月25日）Vol.1
- 『実録・九州やくざ抗争史 LB熊本刑務所 義絶盃』（2002年4月25日）Vol.2
- 『実録・九州やくざ抗争史 LB熊本刑務所 侠友よ』（2002年8月25日）Vol.3
- 『実録・やくざ抗争史 LB熊本刑務所 刑務所前バス停』（2002年10月25日）Vol.4
- 『実録・九州やくざ抗争史 小倉戦争』（2007年4月25日）『実録・九州やくざ抗争史 小倉戦争 完結編』（2007年6月25日）全2巻
- 『実録・九州やくざ道 LB熊本刑務所』（2008年2月25日）『実録・九州やくざ道 LB熊本刑務所』（2008年3月25日）全2巻